# トマス・アースキン (第6代ケリー伯爵)
第6代ケリー伯爵トマス・アレグザンダー・アースキン（Thomas Alexander Erskine, 6th Earl of Kellie, 1732年9月1日 – 1781年10月9日）は、イギリスの音楽家、作曲家。1756年までフェントン子爵の儀礼称号を使用した。彼の特筆に値する才能は国際的名声を、派手な習癖は悪名をもたらしたが、現代では無名である。20世紀末になって、現存していた彼の曲の録音がなされ、18世紀イギリスの重要な作曲家の1人、とくに初期スコットランド音楽の代表的人物として、再評価されつつある。

## 生涯
第5代ケリー伯爵アレグザンダー・アースキンと2人目の妻ジャネット（1775年6月7日没、医者で詩人のアーチボルド・ピトケアンの娘）の息子として、1732年9月1日に生まれた。父は1745年ジャコバイト蜂起を支持したジャコバイトであり、1746年7月から1749年10月までエディンバラ城に投獄された人物である。1756年4月3日に父が死去すると、ケリー伯爵位を継承した。
エディンバラのロイヤル・ハイスクールに通っていたトマス・アースキンは、1752年、ヨハン・シュターミッツの下で音楽を学ぶため、ドイツのマンハイムに留学した。1756年にスコットランドに帰国。ヴィルトゥオーソ・ヴァイオリニスト兼作曲家として、「fiddler Tam」というニックネームがついた。彼は当時流行の最先端だったマンハイム楽派を普及させ、その第一人者としてイギリス中に広く知られるようになった。1761年、3楽章からなる序曲（交響曲）集（全6曲）をエディンバラで出版。ジェイムズ・ボズウェルは1762年10月20日、アースキンから5ギニー借り、1763年5月26日、彼をロンドンのエグリントン卿のところに連れて行った。ロンドン滞在中、アースキンが流行歌をつぎはぎして作った曲「The Maid of the Mill」は大変な人気を博した（1765年、コヴェント・ガーデンにて初演）。1767年、スコットランドに戻り、エディンバラ音楽協会の代表を務めた。有能なヴァイオリニストとしても、エディンバラのNiddry's Wyndにある聖セシリアホールでコンサートを催した。
熱心なフリーメイソンであり、1760年にイングランド・古代派グランドロッジのグランドマスターに選任され、6年間務めた。1763年から1765年まではスコットランド・グランドロッジのグランドマスターも兼任した。
1769年にケリー城以外の地所をすべて売却した。
アースキンの自堕落なライフ・スタイルは、会員が全員男性の飲酒クラブを設立するに及んだ。伝えられるところでは、遊び友達のサミュエル・フットはアースキンに、「君のキュウリを熟成させるため、君の赤鼻を君の温室に入れたまえ！」とアドバイスしたそうだ。彼には、あっという間に曲を書くが、推敲をまったくせずに人に渡す傾向があったのだった。彼は健康を損い、オーストリア領ネーデルラントのスパに行った。すぐに帰国するはずが麻痺を起こし、ブリュッセルで2、3日の足止めを食った後、「悪臭を伴う熱」に襲われ、51歳で死去した。
生涯未婚であり、爵位は弟アーチボルドが継承した。
1970年代まで、アースキンの作品で残っている曲はわずかしかないと思われていたが、1989年にKilravock城で、室内楽曲を含む2つの原稿が発見され、現存する彼の曲の数は2倍になった。9曲のトリオ・ソナタと、9曲の弦楽四重奏曲である。近年、ジョン・パーサーによって、アースキンに対する関心は復活し、彼の作品を収めたCDも作られた。

## 関連図書
- Johnson, David. Music and Society in Eighteenth-Century Scotland (2nd edition, Edinburgh, 2003)
- Sanders, Lloyd Charles (1889). "Erskine, Thomas Alexander" . In Stephen, Leslie (ed.). Dictionary of National Biography (英語). Vol. 17. London: Smith, Elder & Co. p. 445.
- Girdham, Jane (6 January 2011) [23 September 2004]. "Erskine, Thomas Alexander, sixth earl of Kellie [Kelly]". Oxford Dictionary of National Biography (英語) (online ed.). Oxford University Press. doi:10.1093/ref:odnb/8876。 (要購読、またはイギリス公立図書館への会員加入。)